# كول شيد سولي
كول شيد سولي (بالفرنسية: Cole Shade Sule)‏ (مواليد 5 نوفمبر 1980) هو سبّاح كاميروني، مثّل بلاده في الألعاب الأولمبية الصيفية 2004.

## روابط خارجية
كول شيد سولي على موقع الاتحاد الدولي للسباحة (الإنجليزية)
- كول شيد سولي على موقع أوليمبيديا (الإنجليزية)